# Yacimiento argárico de Los Cipreses
El yacimiento argárico de Los Cipreses se encuentra en el paraje de Oñate, perteneciente a la Diputación lorquina de La Torrecilla (Región de Murcia, España). Se sitúa en el piedemonte de la ladera de la montaña, con una suave pendiente de norte a sur. Esta ladera aparece delimitada por dos ramblizos procedentes de la vertiente meridional de la Sierra del Pino, que convergen más abajo formando una rambla que desagua en el valle del Guadalentín. En la actualidad casi toda la superficie conservada del yacimiento está englobada dentro del recinto general del Parque y Polideportivo Municipal de Lorca. Un pequeño sector se localiza entre éste y la Autovía, pero se trata de una zona que ha sido alterada en el pasado en varias ocasiones. El acceso al yacimiento y Parque Arqueológico debe realizarse a través de los caminos y área ajardinada del Polideportivo. 
El yacimiento está articulado por varias cabañas diseminadas en una pequeña extensión de las que cinco han sido excavadas por completo y acondicionadas para su visita y exposición didáctica. Junto a las cabañas también se conservan indicios de otras actividades relacionadas con la vida cotidiana del asentamiento y una variada muestra de enterramientos en cista o en urna que, según la costumbre que caracteriza la cultura argárica, se localizan junto a las viviendas. Dichas actividades y enterramientos también han sido objeto de trabajos de conservación y adecuación didáctica para su visita. Junto a este espacio musealizado se conserva un sector del yacimiento que se mantiene en reserva arqueológica cuya finalidad es preservar un área destinado a futuras investigaciones siguiendo algunas recomendaciones dictadas al respecto por organismos internacionales. 
Las cabañas se encuentran semiexcavadas en el terreno, con una planta alargada de perímetro oval, con un lado corto de forma absidial. Tienen forma de herradura y la mayoría están orientadas hacia el sur, aunque en un caso se orienta de este a oeste. Se levantan con zócalos de piedras gruesas trabadas con barro y el alzado con piedras de menores dimensiones con abundancia de ripios, posiblemente enlucidos en su interior. En el interior de alguna de las cabañas se aprecia la compartimentación del espacio y se identifican determinadas actividades domésticas y de trabajo: hogar, telar, molinos, tinajas para el almacenamiento de comida y agua, y una importante serie de objetos que permiten reconstruir la vida cotidiana del asentamiento.